# Mistrzostwa świata w netballu

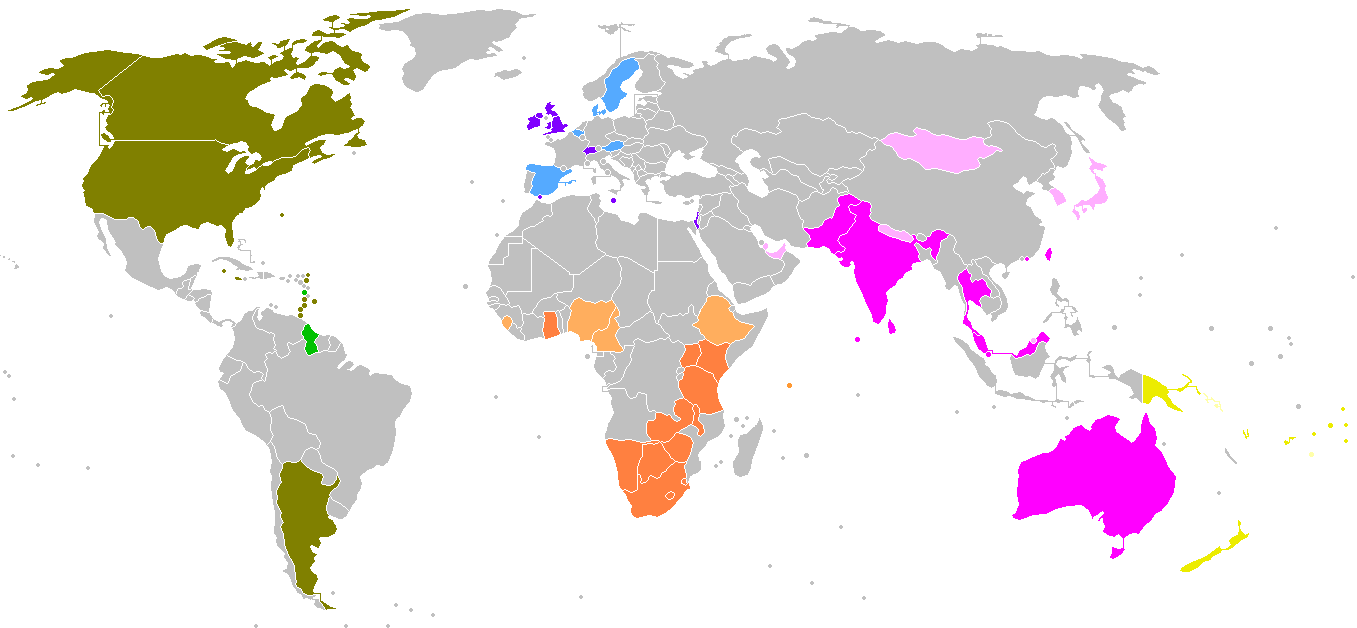
Państwa stowarzyszone z Międzynarodową Federacją Netballa w 2012 roku.

Mistrzostwa świata w netballu (ang. Netball World Cup, dawniej: World Netball Championships) − odbywające się co cztery lata, cykliczne rozgrywki netballowe, mające na celu wyłonienie najlepszej drużyny świata w tej dyscyplinie sportowej. Mistrzostwa odbywają się pod patronatem Międzynarodowej Federacji Netballa (International Netball Federation, INF). Pierwsza impreza odbyła się w 1963 r. w Anglii, a pierwszym mistrzem świata została reprezentacja Australii.

## Tabela mistrzostw
| Rok            | 1. miejsce                                                | 2. miejsce                                | 3. miejsce                 | Gospodarz                        | Liczba drużyn |
| -------------- | --------------------------------------------------------- | ----------------------------------------- | -------------------------- | -------------------------------- | ------------- |
| 1963 szczegóły | Australia                                                 | Nowa Zelandia                             | Anglia                     | Eastbourne, Anglia               | 11            |
| 1967 szczegóły | Nowa Zelandia                                             | Australia                                 | Związek Południowej Afryki | Perth, Australia                 | 8             |
| 1971 szczegóły | Australia                                                 | Nowa Zelandia                             | Anglia                     | Kingston, Jamajka                | 9             |
| 1975 szczegóły | Australia                                                 | Anglia                                    | Nowa Zelandia              | Auckland, Nowa Zelandia          | 11            |
| 1979 szczegóły | Ex aequo: · Nowa Zelandia · Australia · Trynidad i Tobago | −                                         | −                          | Port-of-Spain, Trynidad i Tobago | 19            |
| 1983 szczegóły | Australia                                                 | Nowa Zelandia                             | Trynidad i Tobago          | Singapur                         | 14            |
| 1987 szczegóły | Nowa Zelandia                                             | ex aequo: · Trynidad i Tobago · Australia | −                          | Glasgow, Szkocja                 | 17            |
| 1991 szczegóły | Australia                                                 | Nowa Zelandia                             | Jamajka                    | Sydney, Australia                | 20            |
| 1995 szczegóły | Australia                                                 | Południowa Afryka                         | Nowa Zelandia              | Birmingham, Anglia               | 27            |
| 1999 szczegóły | Australia                                                 | Nowa Zelandia                             | Anglia                     | Christchurch, Nowa Zelandia      | 26            |
| 2003 szczegóły | Nowa Zelandia                                             | Australia                                 | Jamajka                    | Kingston, Jamajka                | 24            |
| 2007 szczegóły | Australia                                                 | Nowa Zelandia                             | Jamajka                    | Auckland, Nowa Zelandia          | 16            |
| 2011 szczegóły | Australia                                                 | Nowa Zelandia                             | Anglia                     | Singapur                         | 16            |
| 2015 szczegóły | Australia                                                 | Nowa Zelandia                             | Anglia                     | Sydney, Australia                | 16            |
| 2019 szczegóły | Nowa Zelandia                                             | Australia                                 | Anglia                     | Liverpool, Anglia                | 16            |

| Poz. | Drużyna           |     |    |    | Łączna ilość podiów |
| ---- | ----------------- | --- | -- | -- | ------------------- |
| 1    | Australia         | 11x | 4x | 0x | 15x                 |
| 2    | Nowa Zelandia     | 5x  | 8x | 2x | 15x                 |
| 3    | Trynidad i Tobago | 1x  | 1x | 1x | 3x                  |
| 4    | Anglia            | 0x  | 1x | 6x | 7x                  |
| 5    | Południowa Afryka | 0x  | 1x | 1x | 2x                  |
| 6    | Jamajka           | 0x  | 0x | 3x | 3x                  |